# 조현일 (성악가)
조현일(1977년 2월 23일 ~)은 대한민국의 성악가다. 2001년 오페라 “돈 죠반니”에 주인공 돈 죠반니로 서울시오페라단과 세종문화회관에서 데뷔하였다.
서초동 예술의전당 오페라극장에서 열린 대한민국 오페라 페스티벌에서 오페라 푸치니 “라 보엠”에 마르첼로 역 모차르트 “피가로의 결혼”에 알마비바 백작 역 롯시니 “세빌리아의 이발사”에 주인공 피가로 역을 맡아 대한민국 오페라 페스티벌에서 대상을 수상하였다.
아시아 최대 모델 페스티벌 대회인 “페이스 오브 아시아” ”Face of Asia”에서 달샤벳과 함께 패션쇼 진행을 맡아 뮤지컬상황극 노래&연기 및 페스티벌 스페셜 축가로 오페라 “카르멘”의 섹시한 투우사 에스카미요 아리아 ‘투우사의 노래’로 여심을 끌어내며 SBS IVEX 스튜디오에서 녹화를 진행하기도하였다.
현재 여러극장에서 오페라가수와 대중적인 팝페라 및 뮤지컬 콘서트가수로도 활발히 활동중이다.

## 방송
- 콘테스트M (2020) - 동상
- “Face of Asia” 아시아 최대 모델 페스티벌 대회 진행 및 축가 ivex Hall<SBS>

## 수상
- 국제콩쿨”Enzo Sordello 엔쪼 쏘르델로” 바리톤 부문1등 최고의 바리톤상 수상

심사위원장 루이지 알바
- 스페인 비냐스 콩쿨 및 이탈리아 부세또 베르디 콩쿨 입상 파이널 라운드 진출

심사위원장 호세 카레라스